# اوستشانی
اوستشانی (به چکی: Osečany) یک منطقهٔ مسکونی در جمهوری چک است که در ناحیه پریبرام واقع شده‌است.